# Abbaye Saint-Léonard des Chaumes
L’abbaye Saint-Léonard des Chaumes est une ancienne abbaye cistercienne, située à Dompierre-sur-Mer, en Charente-Maritime.

## Histoire

### Fondation
L'abbaye a probablement été fondée  en 1036 par Eudes de Poitiers, comte de Gascogne. À ses débuts, l'établissement était particulièrement démuni, chaumes signifiant « terres incultes ». En 1168, l'établissement, qui n'était depuis un siècle qu'un simple prieuré, est rattaché à l'ordre cistercien et dépend alors de l'abbaye Notre-Dame de Bœuil, en Limousin,. Plus tard, elle dépend de l'abbaye de Billon.

### La commende
Comme de très nombreuses autres abbayes à cette époque, celle de Saint-Léonard des Chaumes subit vers le XVe siècle le passage au régime de la commende qui plaçait le monastère et ses biens sous l'autorité d'un laïc pour qui le monastère était avant tout une source de revenus et non un lieu de prière. Un des abbés commendataires fut particulièrement célèbre. En effet, il s'agit de Vincent de Paul, qui reçut brièvement à titre de commende l'abbaye en 1610 ; il s'avère qu'à cette époque, la commende avait déjà produit ses effets, ainsi probablement que la guerre (premier siège de La Rochelle) : l'abbaye était fortement délabrée et Vincent de Paul la rendit en 1616,.

### Destruction complète
Il est attesté dès 1723 que la maison est complètement détruite.

## Filiation et possessions
Saint-Léonard des Chaumes est fille de l'abbaye Notre-Dame de Billon. 